# 吲哚乙酸
吲哚乙酸，分子式C10H9NO2，有：
- 吲哚-1-乙酸，CAS号：24297-59-4
- 吲哚-2-乙酸，CAS号：32588-36-6
- 吲哚-3-乙酸，CAS号：87-51-4
- 吲哚-4-乙酸，CAS号：16176-74-2
- 吲哚-5-乙酸，CAS号：34298-84-5
- 吲哚-6-乙酸，CAS号：39689-58-2
- 吲哚-7-乙酸，CAS号：39689-63-9

此外，吲哚乙酸异构体混合物的CAS号为32536-43-9 
|  | 这个同类索引页列出了具有相同或相似标题的化学条目。 除非您是有意链接至本页，否则应将相应条目的内部链接指向正确的条目。 |